# You Still Believe in Me
You Still Believe in Me ist ein Lied der Musikgruppe The Beach Boys, das am 16. Mai 1966 auf dem Album Pet Sounds veröffentlicht wurde. Die Musik komponierte, arrangierte und produzierte Brian Wilson, beim Text wurde er von Tony Asher unterstützt.

## Entstehung
You Still Believe in Me stammt aus der frühen Entstehungsphase (etwa Herbst 1965) von Pet Sounds, das zu diesem Zeitpunkt als Konzeptalbum über Kindheit, Heranwachsen und den damit verbundenen Beigeschmäckern gedacht war. Der ursprüngliche Titel des Lieds lautete In My Childhood, deshalb die Fahrradklingel und das Horn im Outro des Stückes.
Es ist das erste Stück, für das Tony Asher einen Text schrieb. Dieser erinnerte sich, dass Brian Wilson bereits einen Text geschrieben, doch offene Ohren für seinen Beitrag hatte. Er textete vermutlich um Dezember 1965/Januar 1966 zum bestehenden Basic-Track und schöpfte aus ausgiebigen Gesprächen, welche er und Wilson teilten und in die Songs einfließen ließen.

## Aufnahme
Der Instrumentaltrack zu In My Childhood wurde am 1. November 1965 in den Western Studios in Hollywood aufgenommen und ist der erste für Pet Sounds aufgezeichnete und auch darauf verwendete Basic-Track. Früher gleichen Tags nahm man zwar auch den Instrumentaltrack zu Trombone Dixie auf, das aber bis zur Veröffentlichung auf den Pet Sounds Sessions im Jahr 1996 unveröffentlicht blieb.
Der 1. November 1965 markiert also den Aufnahme-Start von Pet Sounds. Die vorangegangenen Sessions für die Single The Little Girl I Once Knew entsprechen zwar ebenfalls dem temporären Album-Konzept, werden offiziell aber nicht als ehemaliger Teil des Pet-Sounds-Projektes angesehen.
Das Intro wurde am 24. Januar 1966 in den Western Studios, Hollywood aufgezeichnet. Der spezielle Klang wurde erreicht durch das Ziehen der Saiten im Klavier, getätigt durch Tony Asher, während Brian Wilson die dazugehörige Taste drückte. Um den richtigen Feel zu erreichen, ließ Wilson Asher die Saiten mit allen möglichen Dingen wie Büroklammen schwingen.
Der Gesang folgte im Januar und Februar 1966. Die genauen Aufnahmedaten sind nicht überliefert.

## Versionen
- Entgegen der doppelten (double-tracked) Lead-Stimme von Brian Wilson auf der ursprünglichen 1966er Mono-Fassung ist davon auf der Stereo-Version aus dem Jahre 1996 nur die erste Stimme zu hören.
- Ein Stereo-Mix, die Instrumental- und Acappellafassung (der Stereo-Version) sowie Highlights der Instrumentalsession wurden 1996 auf den Pet Sounds Sessions veröffentlicht.
- ein Live-Mitschnitt von 1972/73 mit Lead-Vocalist Al Jardine wurde 1973 auf dem Album In Concert veröffentlicht